# 新州 (広東省)
新州（しんしゅう）は、中国にかつて存在した州。南北朝時代から明初にかけて、現在の広東省雲浮市一帯に設置された。

## 概要
南朝梁のとき、広州が分割されて新州が立てられた。新州は新興郡と新寧郡を管轄した。州治は新興県に置かれた。
589年（開皇9年）、隋が南朝陳を滅ぼすと、新州の属郡は廃止された。605年（大業元年）、新州は廃止されて、端州に併合された。607年（大業3年）に州が廃止されて郡が置かれると、端州は信安郡と改称された。
621年（武徳4年）、唐が蕭銑を滅ぼすと、隋の信安郡新興県の地に新州が立てられた。742年（天宝元年）、新州は新興郡と改称された。758年（乾元元年）、新興郡は新州の称にもどされた。新州は嶺南道に属し、新興・索盧・永順の3県を管轄した。
宋のとき、新州は広南東路に属し、新興県を管轄した。
1279年（至元16年）、元により新州は新州路総管府と改められた。1282年（至元19年）、新州路は新州の称にもどされた。新州は江西等処行中書省に属し、新興県を管轄した。
1368年（洪武元年）、明により南恩州が廃止され、その属県の陽江県と陽春県が新州に併合された。1369年（洪武2年）、新州は廃止され、新州の属県は肇慶府に併合された。